# Diecéze Belluno-Feltre
Diecéze Belluno-Feltre (latinsky Dioecesis Bellunensis-Feltrensis) je římskokatolická diecéze v italské oblasti Benátsko, která tvoří součást Církevní oblasti Triveneto. Je sufragánní vůči benátskému patriarchátu.

## Stručná historie
Tradice mluví o diecézi ve Bellunu již ve 2. století, první historicky doložený biskup je až v 6. stol.  V 6. století je také poprvé doložn biskup ve Feltre. Od konce 12. století do století 15. byly diecéze aeque principaliter spojeny, ke spojení pak došlo znovu v roce 1818. Z diecéze Belluno pocházel papež Jan Pavel I. K plnému sjednocení diecézí došlo v roce 1986.